# Titus Lerner
Titus Lerner (* 1954 in Hachenburg, Westerwald) ist ein deutscher Maler und Bildhauer.

## Leben
Von 1972 bis 1978 studierte er Bildende Kunst in Koblenz und Bonn. Seit 1978 ist er freischaffender Künstler. Neben der Malerei und der Skulptur sind außerdem Radierungen entstanden.
Titus Lerner war 2003 bis 2005 künstlerischer Leiter des Symposions Weißenseifen. Seit 1978 erschienen 14 Werkverzeichnisse, zuletzt 2024 im Verlag Kettler. Er lebt und arbeitet in Spessart, Eifel.

## Werk
Im plastischen Bereich stehen Bronzen, Steinbildhauerei und Terrakottaskulpturen gleichwertig nebeneinander. Lerners zentraler Ausdrucksträger ist die menschliche Gestalt. In der Malerei konzentriert sich die Darstellung häufig auf den Kopf und das Gesicht, welches für Lerner nicht nur Spiegelbild der Seele ist, sondern auch die Synthese von Gefühl und Verstand symbolisiert.
Neben mehr als 100 Einzelausstellungen in Galerien und Kunstvereinen sowie Beteiligungen an Kunstmessen in Köln, Karlsruhe, Frankfurt, Strasbourg, Magdeburg, Innsbruck und Seoul hatte er museale Einzelausstellungen in:
- 1994 Kunstverein Eisenturm Mainz,
- 2000 Schloß Lichtenberg,
- 2002 Mittelrhein-Museum, Koblenz,
- 2004 Europäische Akademie, Trier,
- 2006 Kreismuseum Neuwied,
- 2006 Galerie Gougenheim, Paris,
- 2008 Keramikmuseum Westerwald, Höhr-Grenzhausen (Terrakottenretrospektive)
- 2008 Galerie L’Usine, Lyon,
- 2010 Kunstverein Millstatt, Österreich
- 2013 Museum Heylshof, Worms,
- 2019 Mittelrhein-Museum, Koblenz[2].

Ausstellungen im öffentlichen Raum:
- 2023 Massenheimer Auenkunst

Illustrationen zu Büchern:
- Uli Jungbluth: Es stand in der Zeitung. VCK Verlag, Kölbing 2005
- Uli Jungbluth: Barfuß nach Chicago. CMZ-Verlag, Rheinbach, 2002
- D. Nöring: Capri, der Ritt auf der Sonne, Edition Bose
- Beate Steiner, Ulrich Bahrke (Hg.): Der „innere“ Richter im Einzelnen und in der Kultur, Schöningh Verlag, 2009
- Albert-Ulrich Lerner: Pini und Kunibert, CMZ Verlag, 2013
- Albert-Ulrich Lerner: Betty und der alte Theo, CMZ Verlag, 2015
- Albert-Ulrich Lerner: Hanna und Lukas, CMZ Verlag, 2017
- Evangelischer Taschenkatechismus, CMZ Verlag, Rheinbach, 2011

Öffentliche Aktionen:
- 1993: Versenkung von 20 Terrakottaköpfen am Deutschen Eck in Koblenz (an Mosel und Rhein) als Antwort auf die Neugestaltung und Installation des Kaisermonuments. Aufzeichnung auf Ausstrahlung in SWF3 Landesschau im Oktober 1993.
- 1995: Versenkung der Steinplastik „Neptun“ im Rhein vor dem Europäischen Kulturzentrum Galerie Rolandseck. Eine Aktion für mehr Zuneigung zum Fluß als Alternative zur Misshandlung. Aufzeichnung und Ausstrahlung im April 1995 in der SWF Landesschau.
- 2002: Versenkungsaktion mit mehreren Terrakotten in der Mosel vor dem Mittelrhein-Museum, als Teil der stattfindenden Einzelausstellung.
- 2004: Versenkungsaktion in der Mosel bei Trier
- 2005: Versenkungsaktion im Rhein vor der Fachhochschule in Remagen
- 2006: Versenkungsaktion im Rhein bei Neuwied (anlässlich der Ausstellung im Kunstverein Neuwied)
- 2012: Versenkungsaktion in der Mosel in Koblenz (anlässlich der Einzelausstellung in Koblenz)